# St. Helens (Oregon)
St. Helens is een plaats (city) in de Amerikaanse staat Oregon, en valt bestuurlijk gezien onder Columbia County.

## Demografie
Bij de volkstelling in 2000 werd het aantal inwoners vastgesteld op 10.019.

## Geografie
Volgens het United States Census Bureau beslaat de plaats een oppervlakte van 13,8 km², waarvan 11,3 km² land en 2,5 km² water.

## Plaatsen in de nabije omgeving
De onderstaande figuur toont nabijgelegen plaatsen in een straal van 20 km rond St. Helens.